# غوستا فيتستام
غوستا فيتستام (بالسويدية: Gösta Vitestam)‏ (1921 - 2005 م) هو مستشرق سويدي.
حمل منصب أستاذ اللغات السامية ثم الشرقية في جامعة لاند في ستينيات القرن الماضي.

## آثاره
من آثاره نشر:
- الرد على جماعة أبي سعيد - 1960 م.
- طبقات الفقهاء الشافعيين تصنيف أبو عاصم العبادي الهروي - 1964 م.[1]